# (2452) Lyot
(2452) Lyot est un astéroïde de la ceinture principale découvert le 30 mars 1981 par E. Bowell. Sa dénomination provisoire fut 1981 FE.
Il est nommé d'après Bernard Lyot, astronome français.